# 莫里斯港 (新澤西州)
莫里斯港（英語：Port Morris）是位於美國新澤西州摩里斯縣的普查規定居民點。

## 人口
根據2020年美國人口普查的數據，莫里斯港的面積為0.92平方千米，當中陸地面積為0.64平方千米，而水域面積為0.28平方千米。當地共有人口754人，而人口密度為每平方千米819.57人。